# NGC 7119/1
NGC 7119/1 је спирална галаксија у сазвежђу Ждрал која се налази на NGC листи објеката дубоког неба.
Деклинација објекта је - 46° 30' 56" а ректасцензија 21h 46m 15,7s. Привидна величина (магнитуда) објекта NGC 7119 износи 12,8 а фотографска магнитуда 13,6. NGC 71191 је још познат и под ознакама NGC 7119A, ESO 288-2, AM 2143-464, PGC 67325.